# Condado de Hohengeroldseck
El Condado de Hohengeroldseck fue un estado del Sacro Imperio Romano Germánico. Sus orígenes provienen del Señorío de Hohengeroldseck, un estado que fue gobernado por las familias de Geroldseck, Kronberg y von der Leyen.
En 1806, el condado fue elevado a Principado y adoptó el nombre de su familia gobernante, Leyen. A finales de 1813, el Principado fue mediatizado al Imperio de Austria y su nombre volvió a ser Hohengeroldseck. Aunque este dominio acabaría cuando Austria lo cedió al Gran Ducado de Baden en 1819 y se fusionó con el distrito de Lahr en 1831.

## Geografía
El estado se ubicaba en la región de Ortenau, Suabia, extendiendo por unos 113 kilómetros cuadrados. A pesar de su pequeño tamaño, Hohengeroldseck tenía muchos vecinos debido a que la región contaba con muchos micro-estados alemanes. A principios del siglo XIX, limitaba con muchos de estos: al norte se encontraba con la Ciudad Imperial Libre de Zell y el Señorío de Hausen (posesión de los Príncipes de Fürstenberg); al este, el territorio de Ettenheim del obispado de Estrasburgo al sur, así como un enclave dentro del propio territorio de Hohengeroldseck, el cual era una finca de un Caballero Imperial Libre del Distrito autónomo de Ortenau; al suroeste, el territorio de Nassau-Usingen; y al oeste con partes de Baden-Durlach, por encima y por debajo; y finalmente un pequeño enclave de la Austria Anterior al noroeste.
Además, dos pequeños enclaves al noroeste de Hohengeroldseck compartían numerosas fronteras. El enclave mayor estaba rodeado en sus lados por tres estados diferentes de los Caballeros Imperiales Libres del Distrito de Ortenau, con un enclave de Austria Anterior al norte y la Ciudad Imperial Libre de Gengenbach al noreste, mientras que el enclave más pequeño de Hohengeroldseck limitaba al sur con el estado caballeresco de Schutterwald (en condominio con Austria), otro enclave de Austria Anterior al oeste y la Ciudad Imperial Libre de Offenburg al norte y al este. Ambos enclaves estaban en condominio con Austria.

## Historia

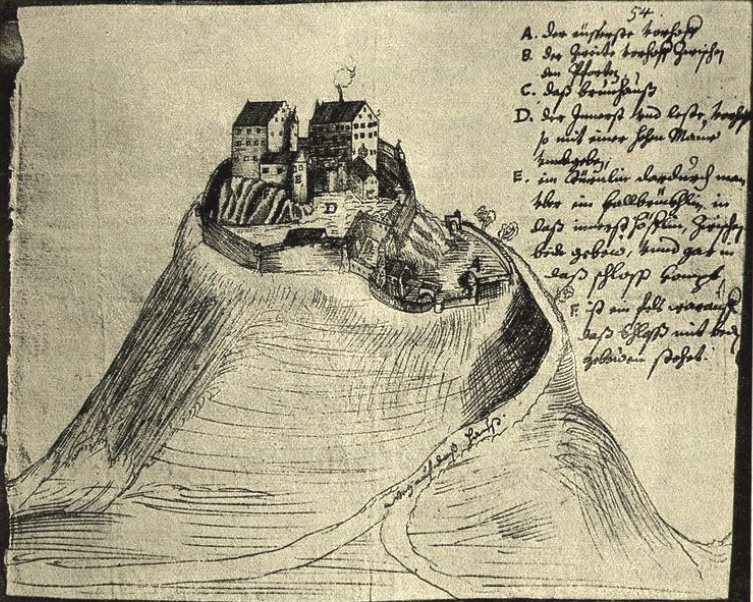
Castillo de Hohengeroldseck en 1645 según Grimmelshausen

Geroldseck fue, primero, un señorío gobernado por la Casa de Geroldseck, una casa noble originaria de Ortenau, Suabia. Sus orígenes se remontan desde principios del siglo siglo XII. 
En 1711, el conde Carlos Gaspar von der Leyen fue elevado al título de conde imperial (en alemán: Reichsgraf), lo que garantizó la soberanía mediante la inmediatez imperial.

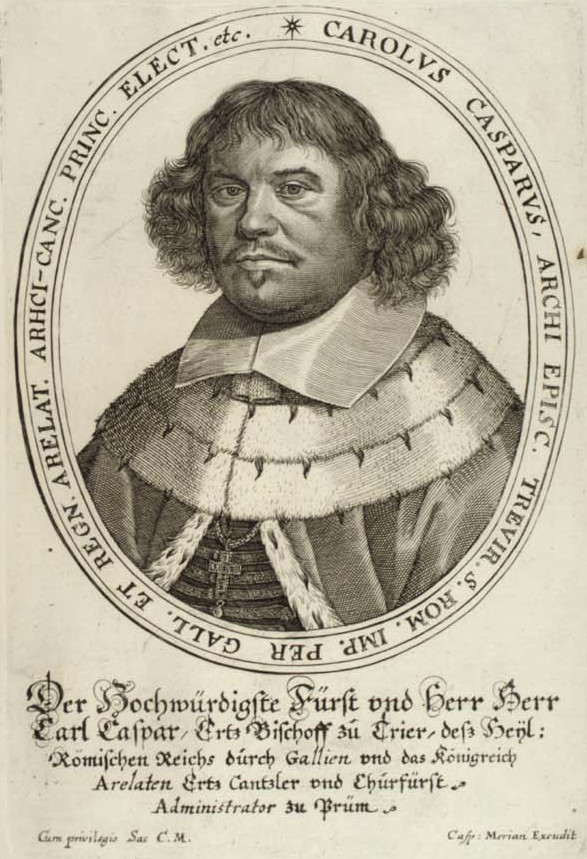
Conde Carlos Gaspar de Leyen, I conde de Hohengeroldseck

Las renovaciones del castillo de Dautenstein en la segunda mitad del siglo XVIII provocaron la eliminación de sus muros, lo que le dio una apariencia similar a la de una gran casa de campo. Sin embargo el 14 de mayo de 1793, durante el contexto de las Guerras Revolucionarias Francesas, el Ejército Revolucionario Francés rodeó el Palacio de Blieskastel, obligando a la familia Leyen a huir. Tras perder todas sus posesiones en la orilla izquierda del Rin, la familia, prácticamente desamparada, se instaló en Dautenstein, donde permaneció hasta el fin de su dominio sobre Hohengeroldseck.
El tratado de paz con Francia denegó la restitución de las tierras de la familia, y numerosas peticiones de compensación a la Dieta Imperial resultaron infructuosas, ya que el Receso Final de 1803 denegó la compensación familiar concedida a otros nobles exiliados, argumentando que la familia Leyen no había contribuido en absoluto a la guerra contra Francia. A partir de entonces, el conde Felipe Francisco de Leyen buscó la amistad de Francia. Esta amistad dio sus frutos, ya que Hohengeroldseck se libró de la mediatización alemana de 1806 que consumió estados mucho más grandes y ricos, gracias a que el conde era sobrino del archicanciller Karl Theodor von Dalberg, estrecho colaborador de Napoleón.
En ese mismo año el condado, según el Artículo V del Tratado de la Confederación del Rin, el conde fue ascendido a principado, y renombrado como Principado de Leyen. El mismo tratado declaró a Leyen separado para siempre del Sacro Imperio Romano Germánico, según el Artículo III, el Imperio mismo fue declarado extinto el 6 de agosto de 1806. En cuanto al ejército, el Artículo XXXVIII del Tratado del Rin decretó un cuerpo de ejército combinado de 4.000 hombres, formado por "los demás príncipes de la Confederación", al que el príncipe de Leyen debía proporcionar un contingente de 29 soldados y el dinero para equiparlos y atenderlos.
Tras la Guerra de la Sexta Coalición Leyen fue anexado a Austria, ya que fue declarado como "un principado sin gobernante", y permaneció como un enclave austríaco dentro de Baden, al cual se le fue otorgado el territorio en 1819.

## Economía
En el condado se practicaban la fruticultura, la agricultura y la ganadería, principalmente la cría de cerdos. En la aldea de Geroldseck había una mina de plomo, y en Emersbach se extraía plata en la mina de St. Lendlins

## Condes de Hohengeroldseck
| Reinado      | Nombre            | Fecha de nacimiento  | Fecha de defunción       | Notas |
| ------------ | ----------------- | -------------------- | ------------------------ | --- |
| 1705–1739    | Carlos Gaspar     | 19 de julio de 1655  | 30 de noviembre de 1739  | Anteriormente Señor de Leyen-Adendorf                                                                                 |
| 1739–1760    | Federico Fernando | 7 de enero de 1709   | 16 de febrero de 1760    | Hijo del anterior |
| 1760–1775    | Francisco Carlos  | 26 de agosto de 1736 | 26 de septiembre de 1775 | Hijo del anterior |
| 1775–1806/13 | Felipe Francisco  | 1 de agosto de 1766  | 23 de noviembre de 1829  | Hijo del anterior. Se convirtió en príncipe von der Leyen en 1806, aunque era menor de edad y fue regido por su madre |